# Schøyen MS 2634/1
Schøyen MS 2634/1 ist das Fragment eines Papyruskodex aus dem 3. oder 4. Jahrhundert. Es enthält einige Worte aus den pseudepigraphischen Akten des Paulus und der Thekla in griechischer Sprache. Das Fragment ist etwa 4 cm × 4 cm groß und mit Unzialen beschrieben. Es ist das älteste von drei erhaltenen Fragmenten des griechischen Originaltextes.
Es wurde wahrscheinlich im 4. Jahrhundert als Verstärkung in einen Kodex verwendet. 1969 erwarb es der Wiener Restaurator Anton Fackelmann für seine Sammlung (Inv. Nr. 3). 1998 ließ es dessen Sohn Anton Fackelmann jr. versteigern. Die Schøyen Collection in Oslo erwarb es und nahm es unter der Signatur MS 2634/1 in ihre Bestände auf.

## Edition
- Michael Gronewald: Einige Fackelmann-Papyri. In: Zeitschrift für Papyrologie und Epigraphik, Band 28, 1978, S. 274–276 (pdf).
- Gianfranco Agosti: 21. Acta Pauli et Theclae 10-11; 13 (MS 2634/1). In: Rosario Pintaudi (Hrsg.): Papyri Graecae Schøyen (PSchøyen I) (= Manuscripts in The Schøyen Collection V: Greek papyri I / Papyrologica Florentina Band 35). Edizioni Gonelli, Florenz 2005, ISBN 88-7468-026-0, S. 69–71, Tafel XV (online).